# Hyalomyzus pocosinus
Hyalomyzus pocosinus är en insektsart som beskrevs av Stoetzel, Jensen och G.L. Miller 1999. Hyalomyzus pocosinus ingår i släktet Hyalomyzus och familjen långrörsbladlöss. Inga underarter finns listade i Catalogue of Life.